# Mîrnohrad
Mîrnohrad (în ucraineană Мирноград) este un oraș din regiunea Donețk, Ucraina.
Numele vechi al oraș a fost Dîmîtrov (în ucraineană Димитров).